# Academie voor Duits recht
In de nationaalsocialistische tijd was de Academie voor Duits recht (Duits: Akademie für Deutsches Recht) een wetenschappelijke instelling onder toezicht van het Rijksministerie van Justitie en het Rijksministerie van Binnenlandse Zaken.

## Geschiedenis
De Academie werd op 26 juni 1933 in München opgericht en op 2 oktober 1933 door Hans Frank, de Rijkscommissaris voor Rechtsgelijkheid, op de Duitse Advocatendag van de nationaalsocialistische Advocatenvereniging in Leipzig uitgeroepen. Door de Rijkswet van 11 juli 1934 werd het een openbare onderneming van het Rijk met zetel in München en de wettelijke taak om "de reorganisatie van het Duitse juridische leven te bevorderen en, in samenwerking met de bureaus die verantwoordelijk zijn voor de wetgeving, het nationaalsocialistische programma op het hele rechtsgebied uit te voeren". Als gevolg van de oorlogsgebeurtenissen staakte de Academie haar werkzaamheden in augustus 1944, maar ze bleef formeel bestaan tot het einde van het naziregime.

## Organisatie en taken
De organen van de Academie waren de president (tot 1942 Hans Frank, van 1942 tot 1944 Otto Thierack), die door de rijkskanselier werden benoemd, en het presidium, dat de president bij zijn taken ondersteunde en adviseerde. De Academie bestond uit volledige, buitengewone, ondersteunende en corresponderende leden. De leden zijn benoemd voor een periode van vier jaar.
De statutaire taken van de Academie waren vooral: hHet opstellen, voorstellen, beoordelen en voorbereiden van wetsontwerpen, samenwerking bij de herinrichting en standaardisering van het juridisch en politiek-wetenschappelijk onderwijs, het uitgeven en ondersteunen van wetenschappelijke publicaties, de financiële ondersteuning van praktijkwetenschappelijk werk dat ten dienste staat van het onderzoek op bijzondere rechts- en economische gebieden, de organisatie van wetenschappelijke conferenties en het opzetten van onderwijscursussen,en  het onderhouden van betrekkingen met soortgelijke instellingen in het buitenland.
De Academie publiceerde het Zeitschrift der Akademie für Deutsches Recht (uit 1934).
Vanaf 1939 heeft de Academie voor Duits recht zich beziggehouden met het opstellen van een nationaal wetboek.
In 1941 was Willi Weyer, die later jarenlang minister van Binnenlandse Zaken en vice-premier van de deelstaat Noordrijn-Westfalen en voorzitter van de Duitse Sportfederatie werd, assistent aan de Academie. De voorzitter van het "Comité voor Politierecht" was Werner Best. Het "Comité voor de Filosofie van het Recht" werd voorgezeten door Carl August Emge, het "Comité voor het Koloniaal Recht" door Axel von Freytagh-Loringhoven.
De Academie was gevestigd in het Haus des Deutschen Rechts in München, Ludwigstraße 28, gebouwd door Oswald Bieber tussen 1936 en 1939.

## Bekende leden
Bekende leden waren onder andere Wilhelm Arendts, Horst Bartholomeyczik, Max Hildebert Boehm, Carl Bosch, Ernst Hugo Correll, Carl Duisberg, Karl August Eckhardt, Hans Frank, Roland Freisler, Joseph Goebbels, Carl Friedrich Goerdeler, Hermann Göring, Friedrich Grimm, Karl Haushofer, Martin Heidegger, Karl Maria Hettlage, Heinrich Himmler, Karl Christian von Loesch, Herbert Meyer, Friedrich Minoux, Franz von Papen, Johannes Popitz, Eberhard Schmidt, Carl Schmitt, Wolfgang Siebert, Werner Sombart, Otto Georg Thierack, Franz Wieacker en Hans Würdinger.

## Archiefstukken
De dossiers van de Academie met inbegrip van de personeelsdossiers van haar leden worden opgeslagen in het Bundesarchiv in Berlin-Lichterfelde.